# إدورد بيرنيز
إدورد بيرنيز (بالإنجليزية: Edward Bernays)‏ ولد سنة 1891 وتوفي سنة 1995 وهو نمساوي أمريكي يعتبر منشئ ما يسمى العلاقات العامة والبروباغاندا  وهو ابن أخت سيغموند فرويد، زوج عمّته. عمل إدوارد على تطبيق الاكتشافات التي وصلت إليها علم النفس وعلم الاجتماع في ميدان الحقل العام. وقد كان من زبائنه:
- الرئيس الأمريكي كالفين كوليدج.
- شركة بروكتر وغامبل
- محطة سي بي إس
- شركة جنرال إلكتريك
- شركة التبغ الأمريكية البريطانية British American Tobacco
- شركة دودج

ولبيرنيز كتابات عديدة يشرح فيها كيفية السيطرة على عقول العامة وتوجيههم. وقد جلبت هذه الأفكار والكتابات إعجاب غوبلز رئيس البروباغاندا الألمانية له.

## حياته والأمور المؤثرة فيها
ولد عام 1891 في فيينا لإبوين يهوديين، وقد كان نسب بيرنيز يتربط مع نسب رائد علم التحليل النفسي سيغموند فرويد عن طريق أمه وأبيه. حيث كانت والدته آنـا أخت سيغموند، وأما والده إيلي بيرنيز، فقد كان هو الأخر شقيق زوجة فرويد، مارثا بيرنيز. في عام 1892، أنتقلت عائلته إلى مدينة نيويورك، حيث ألتحق بثانوية دويت كلينتون.
ورغم حصوله عام 1912، على شهادة البكالوريوس في الزراعة من جامعة كورنيل، إلا أنه أختار الصحافة عملاً له.[بحاجة لرقم الصفحة] تزوج من دوريس فليشمان عام 1922.
خلال عمل بيرنيز مع إدارة وودرو ويلسون خلال الحرب العالمية الأولى بالتعاون مع لجنة الإعلام الأمني، كان هو المروج الرئيسي للفكرة القائلة أن حروب أمريكا وجهودها كانت بغرض «أدخال الديموقراطية إلى كافة أنحاء أوروبا». [بحاجة لمصدر] وبعد الحرب، وجه وودور ويلسون دعوة إلي بيرنيز لحضور مؤتمر باريس للسلام عام 1919. [بحاجة لمصدر]
ذُهل بيرنيز بمدى تأثر الناس في داخل أمريكا وخارجها، بشعارات الديموقراطية وكيف أنساقوا خلفها، وتسائل عن مدى فعالية هذا النوع من الدعاية وتأثيره في وقت السلم. [بحاجة لمصدر] وبما أن كلمة الدعاية أو بروباغندا كانت ذات تأثير سيئ بسبب استخدام الألمان لها في الحرب العالمية الأولى، فقد قام بيرنيز بالترويج لمصطلح العلاقات العامة.[بحاجة لمصدر] وفقاً لمقابلة عبر قناة البي بي سي مع ابنة بيرنيز أن، فإن والدها كان مؤمناً بأنه لايمكن الاعتماد على حكم العامة من الناس وأنه كان يخشى أن «يقوم الشعب الأمريكي بكل بساطة بالتصويت للشخص الخاطيء أو الرغبة في الأمر الخاطيء، ولذلك يجب أن يتم التحكم بهم عن طريق سلطة أعلى.» تفسير آن لكلمة «القيادة» يوضح أن والدها كان يؤمن بنوع من «الإستبداد الخيري» 
طريقة تفكير بيرنيز هذه كانت شديدة الشبه والتأثر بوالتر ليبمان، أحد أهم كتاب الأعمدة السياسة وأكثرهم تأثيراً.[بحاجة لمصدر] عمل كلا من بيرنيز وليبمان في لجنة الإعلام الأمني الأمريكية، وأقتبس بيرنز كثيراً من كلمات ليبمان في كتابه، البروباغندا.
تأثر بيرنيز كثيراً بأفكار الكاتب الفرنسي جوستاف لوبون، الذي أنشأ علم نفس الحشود، وكما أنه تأثر أيضاً بالكاتب ويلفريد تروتر، الذي عبر عن أفكار تشابه أفكاره في العالم الناطق باللغة الإنجيلزية في كتابه غرائز الحشود في الحرب والسلم. [بحاجة لمصدر] وقد أشار بيرنيز لهذين الإسمين في الكثير من كتاباته. [بحاجة لمصدر] تروتر الذي كان جراح رأس وعنق في جامعة مستشفى الكلية الجامعية، في لندن، حيث كان يقرأ أعمال فرويد، وكان هو السبب في معرفة شريكه في السكن والعمل ويلفريد بيون بأفكار فرويد. [بحاجة لمصدر] بعد فرار فرويد من فيينا إلى لندن (عقب العملية العسكرية السلمية التي ضمت النمسا إلى ألمانيا الكبرى على يد حكومة ألمانيا النازية)، أصبح تروتر معالجة الشخصي. [بحاجة لمصدر] أصبح كلاً من تروتر، ويلفريد بيون، وإرنست جونز أهم الاعضاء في حركة التحليل النفسي الفرودوية في بريطانيا.[بحاجة لمصدر] حيث أسهموا بعدة تطورات في حقل دينامية الجماعة، بمشاركة معهد تافيستوك بشكل كبير، حيث كان يعمل كثير من أتباع فرويد. [بحاجة لمصدر] وبذلك نشأ كل من أفكار دينامية الجماعة وعلم النفس التحليلي جنباً إلى جنب في لندن أبان الحرب العالمية الثانية. [بحاجة لمصدر]
أدت جهود بيرنيز في مجال العلاقات العامة إلى انتشار نظريات فرويد في الولايات المتحدة.[بحاجة لمصدر] كما أنه أول من أستخدم علم النفس وغيره من العلوم الإجتماعية في قطاع العلاقات العامة وذلك لتصميم الحملات الدعائية: «إذا فهمنا آليات ودوافع العقل الجماعي، هل هو أمراً مستحيلاً أن نتمكن من السيطرة والتحكم بالجماعات وفقاً لإرادتنا وبغير علمٍ منهم؟ أثبتت الممارسات الحديثة في مجال البروباغندا أن هذا الأمر ممكن الحدوث، على الأقل ضمن حدود معينة.»  وأطلق على هذه الطريقة العلمية في تشكيل الرأي أو التحكم به اسم هندسة الموافقة ‏.
بدأ بيرنيز حياته المهنية كوكيل صحافي في عام 1913، يقدم استشارات للمسارح، حفلات الموسيقى وحفلات الباليه. [بحاجة لمصدر] في عام 1917، قام رئيس الولايات المتحدة ودوور ويلسون بمشاركة جورج كريل بتأسيس لجنة الإعلام الأمني. [بحاجة لمصدر] حيث عمل كلاً من بيرنيز، كارل بوير وجون برايس جونز معاً للتأثير على الرأي العام ودعم مشاركة أمريكا في الحرب العالمية الأولى. [بحاجة لمصدر]
في عام 1919، قام بيرنيز بافتتاح مكتب له كمستشار في مجال العلاقات العامة في نيويورك. وألقى أول محاضراته في جامعة نيويورك عام 1923. وفي هذا العام، قام بيرنيز بنشر أول كتاب له
في مجال العلاقات العامة، بعنوان بلورة الرأي العام.
من العملاء الذين استعانوا بخدمات بيرنيز كان الرئيس كالفين كوليدج، بروكتر وغامبل
شبكة سي بي إس، شركة يونايتد فروتس، شركة التبغ الأمريكية، جنرال إلكتريك، شركة دودج للسيارات وفلورة المياه من دائرة الصحة العامة. [بحاجة لمصدر] أدت جهود بيرنيز للتقدم في مجال العلاقات العامة عن طريق دمجه بين وكالات الصحافة التقليدية مع تقنيات علم النفس وعلم الاجتماع. [بحاجة لمصدر] من أبرز الذين انتقدوه كان الصحافي جون توماس فلين، حيث سخر منه في كتابه الذي ألفه عام 1932، والذي كان بعنوان علم الضجة.[بحاجة لمصدر]

## أسلوبه وتقنياته
آيفي لي المُلقب برجل العلاقات العامة هو المسؤول عن إختراع البيان الصحفي، وذلك عندما عقد مؤتمراً صحافياً عقب وقوع حادثة تحطم قطار اتلانتيك سيتي عام 1906 ، ثم أضاف بيرنيز الكثير من التعديلات على هذا الإختراع وجعل إستخدامه أمراً شائعاً. ومن أشهر حملاته كانت تلك الحملة التي تهدف لنشر تدخين السجائر بين النساء في 1920. حيث ساعد بيرنيز تجارة التدخين على تخطي أهم المحرمات الإجتماعية في ذلك الوقت والتي تتمثل في تدخين النساء في الأماكن العامة. حيث كان التدخين مسموحاً للنساء في أماكن خاصة وليس في كل مكان. وإي امرأة تخالف هذا الأمر تصبح عرضة للإعتقال.
قام بيرنيز بتنظيم مسيرة عيد الفصح في مدينة نيويورك عام 1929، حيث أحضر بعض العارضات وجعلهن يدخن سجائر لاكي سترايك، والتي تسمى أيضاً ب«شعلات الحرية». بعد هذا الحدث التاريخي، زادت جرأة النساء لممارسة هذا الأمر بشكل كبير. وبذلك يعود الفضل لبيرنيز في جعل عادة تدخين النساء أمراً مقبولاً اجتماعياً. جعل بيرنيز هذا الأمر ممكنا عن طريق تحويله لخبر.[بحاجة لمصدر] حيث أقنع التجار بإن الأخبار وليس الإعلانات هي الوسيط الأكثر ملائمة لإيصال رسالتهم للجمهور بشكل لايقبل التشكيك.[بحاجة لمصدر]
كانت طريقة بيرنيز المفضلة للتلاعب بالرأي العام تتمثل في إستخدامه طريق غير مباشر «طرف ثالث» لتبرير دوافع عملائه. ويقول بيرنيز «إذ كنت قادراً على التاثير في القادة، سواء مع أو بدون وعيهم الكامل وتعاونهم فإنك سوف تؤثر وبشكل تلقائي على المجموعة التي تقع تحت سيطرتهم.» على سبيل المثال، عند محاولة الترويج لبيع لحم الخنزير المقدد، قام بيرنيز يإجراء بحث وأكتشف أن الشعب الأمريكي يتناول إفطاراً خفيفاً جداً يتكون من قهوة، أو ساندويش وعصير برتقال. ذهب بعد ذلك لطبيبه الخاص ووجد أن وجبة إفطار دسمة أفضل صحياً من الإفطار الخفيف لإن الجسم يفقد طاقته خلال الليل ويجب تعويضها إثناء النهار. لذلك طلب من طبيبه الخاص إن كان مستعداً، ودون إي مقابل مادي، أن يكتب لخمسة الآف طبيب آخر ليرى هل يتفقون معه أم يخالفونه. وحصل الطبيب على 4500 رد، كلها تتفق أن الإفطار الدسم أفضل صحياً للشعب الأمريكي من الإفطار الخفيف. ثم سعى لنشر هذه المزاعم في الصحف عبر البلاد مع عناوين مثل «4500 طبيب ينصحون بأهمية الإفطار الدسم». بينما صحف أخرى كتبت أن اللحم المقدد والبيض يجب أن تكون عنصر أساسي في الإفطار، ونتيجة لتلك الجهود إرتفعت مبيعات اللحم المقدد.
قام بيرنيز باستخدام أفكار عمه سيغموند في مجال التحليل النفسي لمصلحة القطاع التجاري وذلك بغرض الترويج بطرق غير مباشرة، لبضائع متنوعة مثل السجائر، الصابون والكتب.[بحاجة لمصدر] بالإضافة إلى نظريات عمه، استخدم بيرنيز أيضاً نظريات إيفان بافلوف.[بحاجة لمصدر]
مؤرخ العلاقات العامة سكوت كيلب يصف بيرنيز قائلاً «ربما يكون أكثر الشخصيات جاذبيةً وسحراً في مجال العلاقات العامة، وأنه كان رجلاً ذكياً، ويتحدث بإسترسال، والأهم من ذلك كله كونه مفكراً مبتكراً وفيلسوفا في هذه المهنة التي كانت في مهدها عندما أفتتح مكتبه في نيويورك في شهر يونيو من عام 1919».[بحاجة لمصدر]

## حملات
بعض من الحملات التي عمل عليها بيرنيز:
- في عقد العشرينات من القرن العشرين وأثناء عمله في شركة التبغ الأمريكية، أرسل مجموعة من الفتيات العارضات للسير في استعراض مدينة نيويورك، ثم اخبر الصحافة أن هناك مجموعة من السائرات من جمعية حقوق المرأة سيقمن بإشعال «شعلات الحرية» بناء على إشارة منه، أشعلت الفتيات سجائر لاكى سترايك بمواجهة الصحفيين المتعطشين لتغطية الحدث. جريدة نيويورك تايمز (1 أبريل 1928) كتبت: «مجموعة من الفتيات نفثن السجائر في سبيل الحرية». ساعد هذا على كسر المحظور المنتشر وقتها لتحريم تدخين السجائر للفتيات أمام العامة. خلال هذا العقد أيضا ساعد على شهرة الجمعية الوطنية لتقدم الملونون (الجمعية الوطنية للنهوض بالملونين).
- هندس في إحدى المرات «إفطارا على فطيرة» لمجموعة من فنانى الاستعراضات مع الرئيس الأمريكي كالفين كوليدج للمساعدة في تحسين شهرته، يعتبر هذا الأفطار من قبل الكثيرين أو عمل دعائى مفتوح لرئيس أمريكي.
- استخدم بيرنيز أفكار عمه سيغموند فرويد لإقناع الأمريكيين ضمن أشياء أخرى أن لحم الخنزير والبيض هو الإفطار الحقيقى لكل الأمريكيين.[12]
- في أكتوبر 1929, كان بيرنيز مشتركا في حملة للترويج ل «اليوبيل الذهبى للضوء», الحدث الذي غطى المدن الكبيرة في الولايات المتحدة صمم للاحتفال بالذكرى الخمسين لاختراع توماس إديسون ل المصباح الكهربائي (ملاحظة: جوزيف سوان (Joseph Swan) هو من اخترع المصباح الكهربائى). كان بيرنيز مسئولا عن الأنشطة الترويجية لليوبيل والتي أظهرت شغفه الشديد للافكار العظيمة وحشد التأييد، تضمنت تلك الأنشطة طباعة طوابع بريد، وغعادة تمثيل اكتشاف إديسون للمصباح لجمهور الإذاعة.
- ساعد بيرنيز شركة ألومنيوم الولايات المتحدة (Aluminum Company of America) ومجموعات استثمارية أخرى على إقناع الجمهور الأمريكي على أن فلورة الماء (Water fluoridation) آمنة ونافعة لصحة الإنسان، استخدم في هذه الحملة جمعية الأطباء الأمريكيين (American Dental Association) في حملة اعتبرت عالية النجاح.
- في عقد الثلاثينات من القرن العشرين، حملته لأكواب ديكسي (Dixie Cup) كانت بغرض إقناع جمهور المستهلكين أن الأكواب الغير قابلة لإعادة الاستعمال هي الصحية.

## إسقاط حكومة غواتيمالا
من أكثر نشاطات الدعاية السياسية تطرفا لبيرنيز، عمله على إسقاط حكومة غواتيمالا المنتخبة ديمقراطيا ورئيسها جاكوبو أربينز جوزمان، كان ذلك لمصلحة شركة متعددة الجنسيات الشركة المتحدة للفاكهة (United Fruit Company) (تسمى حاليا شيكويتا براندز انترناشيونال (Chiquita Brands International)) وحكومة الولايات المتحدة الأمريكية فيما عرف بعملية انقلاب غواتيمالا 1954.
ركزت دعاية بيرنيز على وصم الرئيس الغواتيمالي بالشيوعية في معظم الوسائل الإعلامية الكبرى في الولايات المتحدة. طبقا لمراجعة قام بها جون ستوبر وشيلدون رامبتون للسيرة التي كتبها لارى تاى بعنوان «أبو التحوير، إدوارد ل بيرنيز ومولد العلاقات العامة»:
«مصطلح جمهورية الموز يعود أصله إلى سيطرة شركة الفاكهة المتحدة على الحكومة الفاسدة في جواتيمالا ودول أخرى في أمريكا الوسطى. حيث استغلت الشركة بوحشية العمال العبيد لإنتاج موز رخيص للسوق الأمريكي المربح».
الشاعر التشيلى بابلو نيرودا كتب بعدها شعرا ليستنكر تحكم الشركات الأجنبية المنتجة للموز في سياسات دول أمريكا الجنوبية في قصيدة أسماها الشركة المتحدة للفاكهة (La United Fruit Co).

## كتابات ووصلات خارجية
- إدوارد بيرنيز: سيرة فكرة: ذكريات حول مجلس العلاقات العامة
- إدوارد بيرنيز: تلميع الرأى العام (1923); ISBN 1-4179-1508-0
- إدوارد بيرنيز: بروباجاندا (1928); ISBN 0-9703125-9-8
- لارى تاى: أبو التحوير: إدوارد ل بيرنيز ومولد العلاقات العامة (1998, ISBN 0-517-70435-8)
- تسجيل صوتي لبيرنيز

## روابط خارجية
- إدورد بيرنيز على موقع IMDb (الإنجليزية)
- إدورد بيرنيز على موقع الموسوعة البريطانية (الإنجليزية)
- إدورد بيرنيز على موقع الموسوعة البريطانية (الإنجليزية)
- إدورد بيرنيز على موقع إن إن دي بي (الإنجليزية)